# Marie de Sousberghe
Marie Anne Ghislaine Joséphine de Clerque Wissocq de Sousberghe (Brussel, 7 november 1904 - Pinner (Londen), 12 februari 2016) was een 111-jarige kloosterzuster die sinds het overlijden van de bijna 111-jarige Anna De Guchtenaere op 6 april 2015 de oudste Belgische persoon was.

## Biografie
De Sousberghe werd geboren in België als dochter van burggraaf Adrien de Sousberghe (1873-1945) en Madeleine de Villers de Waroux d’Awans de Bouilhet et de Bovenistier (1881-1969). Haar broer was de jezuïet, antropoloog en etnoloog Léon de Clerque Wissocq de Sousberghe.
In 1929 werd ze kloosterzuster bij de Soeurs Auxiliatrices des âmes du Purgatoire, die zich wijdden aan armen en marginalen. In 1932 legde zij haar eerste geloften af om ten slotte op 19 januari 1938 haar eeuwige beloften af te leggen. In haar kloostergemeenschap stond zij bekend als 'Sister Anne' of 'Sister Marie de Saint-Romain'. Ze was eerst actief in Frankrijk en België, om dan in 1958 definitief te vertrekken naar het Verenigd Koninkrijk en zich te vervoegen bij de Society of the Helpers of the Holy Souls, waar ze decennialang werkte als sanitair helpster bij de arme bevolking.
Ze werd vooral bekend, na het Tweede Vaticaans Concilie, door de originele vorming die ze aan catechisten gaf en die ze vorm gaf in de bestseller Tell my people. De zuster was medeoprichtster in 1966 van het Nationaal Centrum voor Catechese in Londen, onder de naam Corpus Christi College. In dit centrum werd de methode van de opgelegde catechismus verlaten om te worden vervangen door een systeem waarin meer naar de kinderen en hun ouders werd geluisterd en met hen in dialoog werd getreden. De gebruikte methode leverde een conflict op met de toenmalige katholieke Engelse hiërarchie. Nog in 2013 verdedigde zuster de Sousberghe de gebruikte methode, die ze niet als radicaal of onorthodox, maar wel als 'revolutionair' omschreef.
Omdat ze in Engeland woonde, was ze op het einde van haar leven wel de oudste Belgische vrouw, maar niet de oudste ingezetene van België. Dat was toen de eveneens 111-jarige Alicia Van den Berghe-Corveleyn.